# Meditations
Meditations es un álbum de 1966 de John Coltrane. El álbum se consideró la "continuación espiritual de A Love Supreme". Cuenta con Coltrane y Pharoah Sanders como solistas, ambos tocando saxofón tenor. Esta fue la última grabación de Coltrane que presentó su formación de cuarteto clásico de él mismo, el bajista Jimmy Garrison, el baterista Elvin Jones y el pianista McCoy Tyner (aumentado aquí como un sexteto con Sanders y el segundo baterista Rashied Ali), ya que tanto Jones como Tyner dejarían la banda a principios de 1966. Sanders, Ali, Garrison y la esposa de Coltrane Alice formarían su próximo grupo.
Las versiones alternativas de las pistas 2-5 habían sido grabadas en septiembre de 1965 por los mismos músicos menos Rashied Ali y Sanders. Más tarde se publicaron como First meditations (for quartet) en 1977.
Fue grabado el día 23 de noviembre de 1965.

## Lista de canciones
Todas las canciones escritas y compuestas por John Coltrane. 
| N.º | Título                                      | Duración |  |
| 1.  | «The Father and the Son and the Holy Ghost» | 12:51    |  |
| 2.  | «Compassion»                                | 6:50     |  |
| 3.  | «Love»                                      | 8:09     |  |
| 4.  | «Consequences»                              | 9:11     |  |
| 5.  | «Serenity»                                  | 3:28     |  |

## Personal
- John Coltrane – Saxofón tenor, Líder de la banda
- Pharoah Sanders – Saxofón tenor, percusión
- McCoy Tyner – Piano
- Jimmy Garrison – Contrabajo
- Elvin Jones – Batería
- Rashied Ali – Batería